# Брака, Винченцо
Винченцо Брака (итал. Vincenzo Braca; 1566, Салерно — 1625) — итальянский писатель

, драматург, медик.

## Биография
Известно, что он происходил из семьи скромного достатка и что, будучи ещё очень молодым, осиротел. Однако между 1593 и 1596 годами обучался в Салернской медицинской школе, стал врачом.
Практиковал в Неаполе с 1595 или 1596 года, но вскоре вернулся в Салерно, обосновавшись в Каве.
Собирал, записывал и обрабатывал для театра народные сатирические сценки, высмеивавшие нравы жителей сельского местечка Кава (кавайольские фарсы). Согласно легенде, оскорблённые кавайольцы убили В. Брака.
Ему принадлежат произведения, в которых не всегда легко отличить реальность от комического вымысла.
Лучшие фарсы В. Брака: «Кавайольский фарс об одной школе» и «Учительница шитья». Винченцо Браке долгое время приписывали не принадлежащий ему фарс «Приём императора в Каве».